# Vittorio Emanuele Terragni
Vittorio Emanuele Terragni (Tortona, 1º gennaio 1894 – Milano, 1º gennaio 1969) è stato un ufficiale, generale e scrittore italiano.

## Biografia
V.E. Terragni nacque in Italia nel 1894. Nell'esercito ricoprì le cariche di Colonnello della fanteria s.p.e. sino ad arrivare alla carica di generale. Fu inoltre Addetto militare della Regia Legazione d'Italia in Portogallo e in seguito Agente della RSI sempre in Portogallo. Il 25 maggio 1937 venne nominato "Cavaliere dell'Ordine Militare d'Italia". Il 24 maggio 1940 venne nominato Commendatore della Corona d'Italia. Morì nel 1969.

## Opere (parziale)
- Vittorio Emanuele Terragni, "Ananke, come arrivammo alla disfatta", pubblicato nel 2019.[7]
- Vittorio Emanuele Terragni, "La conquista della regione dei Laghi Equatoriali", 1938.[8]